# Jawed Karim
Jawed Karim (Merseburg, Sajonia-Anhalt; 28 de octubre de 1979) es un empresario alemán nacionalizado estadounidense. Es uno de los cofundadores de YouTube y el autor del primer vídeo publicado en ese sitio web, «Me at the zoo».

## Primeros años
Su familia cruzó la Frontera interalemana en 1981 y se establecieron en California. Su padre, Naimul Karim, es un investigador bangladesí que actualmente trabaja en la empresa estadounidense 3M. Su madre, Christine Karim, es una profesora y científica alemana, adjunta de investigación de bioquímica en la Universidad de Minnesota.
Karim y su familia emigraron a los Estados Unidos en 1992. Se graduó en el Instituto Central de Saint Paul, Minnesota. Continuó sus estudios en la Universidad de Illinois en Urbana-Champaign, para finalmente abandonar el campus antes de su graduación para hacerse empleado de PayPal.
Trabajando en PayPal, conoció a Chad Hurley y Steve Chen. Los tres más tarde fundaron el sitio web de vídeos YouTube. Él mismo protagoniza el primer video titulado «Me at the zoo» que se subió a YouTube el 23 de abril de 2005. Después de la cofundación de la empresa, Karim optó por la participación a jornada completa y actuó como un consejero de YouTube. Luego se matriculó como estudiante de posgrado en Ciencias de la computación en la Universidad de Stanford.

## Acontecimientos
El 24 de abril de 2025 se cumplieron 20 años desde la subida de «Me at the zoo».

## Vida personal
A pesar de ser el primer rostro que apareció en YouTube el 23 de abril de 2005, Jawed Karim ha mantenido un perfil discreto en sus negocios, sin muchas apariciones públicas.
Luego de participar en la junta directiva de la plataforma de videos, en 2008 creó su propia empresa Youniversity Ventures con el objetivo ayudar a universitarios a lanzar sus ideas de negocios.
Actualmente es consejero en la firma ToyBox, Inc. que maneja una plataforma que permite a sitios web agregar video, voz y mensajería a sus contenidos en la red. También es socio de Sequoia Capital, una compañía de financiamiento que entre su cartera de clientes tuvo al propio YouTube en 2005, pero que también ha ofrecido capital a Google, Apple, Yahoo!, LinkedIn, Cisco, Airbnb y Atari, entre otras firmas. Karim fue asesor para la firma de ventas en línea Milo.com, Inc. (comprada en 2010 por eBay) y para Eventbrite, Inc., la cual creó una plataforma para la creación de eventos académicos, artísticos y sociales vía internet.